# 블랙 피터
《블랙 피터》(체코어: Černý Petr)는 1964년 개봉한 코미디 영화이다. 밀로스 포만의 감독 데뷔작이며, 그가 역시 각본에 참여했다. 1964 로카르노 국제 영화제 황금표범상 수상작이다.